# Ricardinho (ur. 1988)
Ricardo Alves Pereira (ur. 8 sierpnia 1988) – brazylijski piłkarz występujący na pozycji napastnika.

## Kariera klubowa
Od 2005 roku występował w klubach Athletico Paranaense, FC Dallas, ABC, FC Tokyo, Ponte Preta, Figueirense, América, Daejeon Citizen, CRB, Linense, Lobos BUAP i Londrina.